# Atlantska listina
Atlantska listina je dokument, sprejet na Atlantski konferenci (kodno ime Riviera) 14. avgusta 1941, ki sta ga podpisala takratni ameriški predsednik Franklin D. Roosevelt in ministrski predsednik Združenega kraljestva Winston Churchill. V njem sta se zavezala premagati nacizem in fašizem ter podala osnovo za povezovanje držav v protifašistično koalicijo. 
Churchill in Roosevelt sta Atlantsko listino, ki je obsegala 8 točk, podpisala na krovu bojne ladje Prince of Wales v zalivu Placenta na Novi Fundlandiji. V njej sta opredelila svoj pogled na tedanji trenutek in na svet po vojni. Med drugim sta poudarila, da njuni državi v vojni ne iščeta ozemeljskih dobičkov in da nasprotujeta kakršnimkoli ozemeljskim spremembam, ki bi bile posledice vojne. Zavzela sta se še za povrnitev suverenih pravic podjarmljenih narodov, za pravico narodov, da si izberejo obliko vladavine po lastni želji, ter za razorožitev in gospodarsko sodelovanje po vojni. Kljub deklaraciji o skupnih ciljih pa Atlantska listina še ni pomenila vstopa ZDA v vojno. To se je zgodilo šele decembra 1941 po napadu Japonske na ameriško oporišče Pearl Harbor.
Mesec dni po sprejetju, 24. septembra 1941, so se na sestanku zaveznikov v Londonu k ciljem, navedenih v Atlantski listini, zavezali tudi predstavniki Belgije, Češkoslovaške, Grčije, Jugoslavije, Luksemburga, Nizozemske, Norveške, Poljske, Sovjetske zveze in namestnik generala Charlesa de Gaulla, voditelja Svobodne Francije. Sporazum so države sil osi razumele kot poskus oblikovanja zavezništva proti njim. Na Japonskem so tako podpis izkoristili militaristi v vladi, ki so se zavzemali za agresivnejši nastop proti ZDA in Veliki Britaniji.
Listina je po vojni služila kot temeljno izhodišče za vzpostavitev Organizacije združenih narodov.